# Flagelloscypha
Flagelloscypha es un género de hongos cifeloides (tipo Cyphella) en la familia Niaceae. El género posee una distribución muy amplia y contiene unas 25 especies.

## Especies
- F. abieticol
- F. abruptiflagellata
- F. aotearoa
- F. christinae
- F. citrispora
- F. coloradensis
- F. crassipilata
- F. dextrinoidea
- F. donkii
- F. faginea
- F. flagellata
- F. fusispora
- F. globosa
- F. japonica
- F. kavinae
- F. lachneoides
- F. libertiana
- F. malmei
- F. merxmuelleri
- F. minutissima
- F. montis-anagae
- F. oblongispora
- F. obovatispora
- F. orthospora
- F. parasitica
- F. pilatii
- F. polylepidis
- F. pseudopanacis
- F. pseudopanax
- F. punctiformis
- F. solenioides
- F. subnuda
- F. tetraedrispora
- F. tongariro
- F. trachychaeta
- F. venezuelae
- F. virginea